# Parfondru
Parfondru település Franciaországban, Aisne megyében. Lakosainak száma 351 fő (2022. január 1.). Parfondru Athies-sous-Laon, Bruyères-et-Montbérault, Chérêt, Eppes, Montchâlons és Veslud községekkel határos.

## Népesség
A település népességének változása:
| Lakosok száma | 234  | 269  | 303  | 344  | 359  | 356  | 352  | 355  | 353  | 351  |
|               | 1968 | 1982 | 1990 | 2006 | 2013 | 2015 | 2017 | 2019 | 2020 | 2022 |